# Creu de terme del carrer Castell (Senan)
La Creu de terme del carrer Castell és una obra de Senan (Conca de Barberà) protegida com a Bé Cultural d'Interès Local.

## Descripció
Creu de ferro col·locada sobre un fust de pedra quadrangular. Tot i que el fust és més antic, la creu que s'alça és més nova. Aquesta és llatina de ferro amb una rosassa al centre i uns motius florals a la base.

## Història
Els veïns de la vila assenyalen que el fust podria ser un menhir prehistòric, ja que hi ha esculturat un cercle que podria representar el sol. La creu que hi ha es nova. La va fer el ferro Biel, de l'Espluga de Francolí.